# Stomatium gerstneri
Stomatium gerstneri är en isörtsväxtart som beskrevs av L. Bol. Stomatium gerstneri ingår i släktet Stomatium och familjen isörtsväxter. Inga underarter finns listade i Catalogue of Life.